# 2013年墨西哥气罐车爆炸事件
2013年墨西哥气罐车爆炸事件是於2013年5月7日，在墨西哥墨西哥州埃卡特佩克莫雷洛斯圣卡斯密兹利斯塔克的一辆载有液化石油气的气罐车在85号联邦高速公路上失控，撞上了多辆汽车和多间房屋，最终发生了爆炸的事件。事故造成24人丧生，超过30人受伤。产生的大火烧毁了45间房屋和16辆车。

## 背景
2012年之前，墨西哥的卡车最多允许装载80吨货物，这一上限大约是美国或欧洲的两倍。在一系列造成人员伤亡的事故后（包括2012年4月一起造成43人死亡的事故），民众举行抗议并要求改革。作为回应，联邦政府将卡车的最大载货量降低了大约4.5吨。然而，这样的事故仍然经常发生。更糟糕的是，许多人的房屋建在离高速公路只有几英尺的地方，因为那里的土地比较便宜。

## 事故

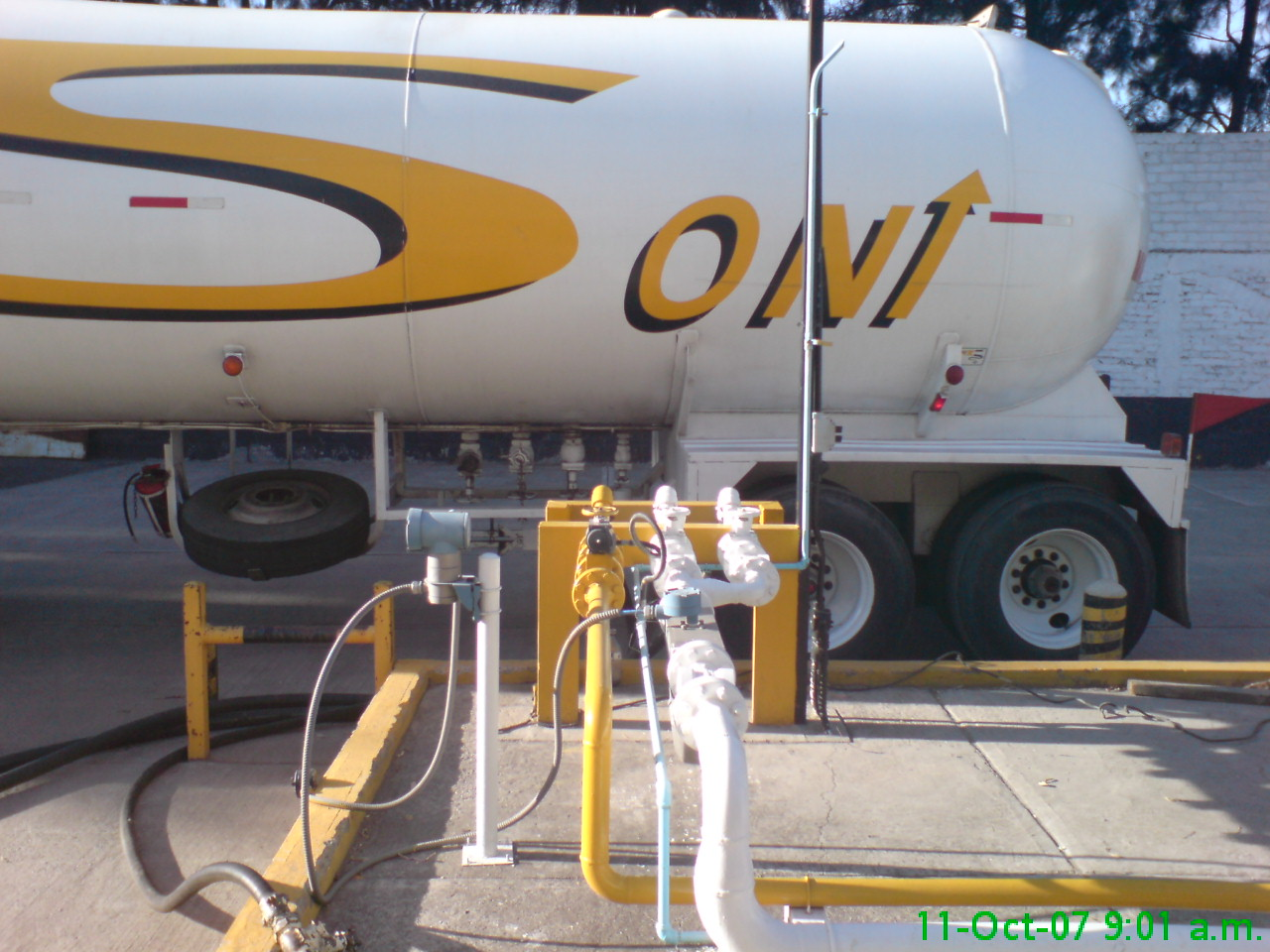
一辆属于墨西哥Sonigas公司的气罐车。肇事车辆与之类似。

2013年5月7日，当地时间05:15（12:15 GMT），一辆气罐车在埃卡特佩克莫雷洛斯境内的墨西哥85号联邦高速公路上发生了爆炸，此城市属于墨西哥州，位于首都墨西哥城东北约14（8.7英里）。事故造成24人丧生，包括10名儿童，另有31人受伤。死者有一家四口，其中包括两个分别为11岁和6岁的孩子。23人入院治疗，其中八人伤势严重。许多伤者都居住在高速公路边的房屋中，发生事故时正在睡梦中。
此次爆炸造成了大火，毁坏了45间房屋和16辆车。当地媒体描述事故地区称它像“战区”。“爆炸产生了火球，好像有人在整个窗户上放上了聚光灯，”一个目击者说。“我们打开门，似乎大火横扫了整个花园。” 大约100人在事故后无家可归。尽管墨西哥石油与此事无关，这家公司称它将协助救援。爆炸了杀死了几只动物，但另一些获救。
根据稍早前的报道，气罐车的司机奥马尔·迪亚兹·奥利瓦雷斯（Omar Díaz Olivares）当时超速行驶并且车辆已经失控。他在爆炸之前先后与多辆汽车和多间房屋相撞。司机后来被带到当地医院，在那里被警察逮捕。发生事故的高速公路封闭了五个小时，之后开放了部分车道。

## 反应
墨西哥总统恩里克·佩尼亚·涅托要求墨西哥通信和交通部和墨西哥民防系统调查事故的原因。墨西哥州州长Eruviel Ávila当时正在梵蒂冈进行正式访问，在发生事故后他决定取消行程并回国。他宣布受害者的丧葬费用将由政府支付，受影响的人将获得5万墨西哥比索（约5,000美元）来“重建家园”，此外另有2万5千比索用于购买家电。肇事车辆所属的Termogas公司宣布如果他们的卡车是造成事故的原因，他们将对此负责。